# Trochalus niloticus
Trochalus niloticus är en skalbaggsart som beskrevs av Blanchard 1850. Trochalus niloticus ingår i släktet Trochalus och familjen Melolonthidae. Inga underarter finns listade i Catalogue of Life.